# Ozola submontana
Ozola submontana là một loài bướm đêm trong họ Geometridae.